# Tomislav Jonjić
Tomislav Jonjić (Imotski, 19. svibnja 1965.) hrvatski je odvjetnik, povjesničar i pravaški političar. Bio je diplomat hrvatskoga veleposlanstva u Bernu (1992. – 1995.) i obnašao dužnost zastupnika u Gradskoj skupštini Grada Zagreba (2017. – 2021.). Bio je kandidat na hrvatskim predsjedničkim izborima 2024. i zagrebačkim lokalnim izborima 2025.

## Životopis

### Rani život i obrazovanje
Rođen je 1965. godine u Imotskom, kao najstarije od petero djece Darinke i Dinka Jonjića. Roditelji su mu još kao gimnazijalci bili pripadnici Hrvatske revolucionarne mladeži te 1959. godine bili osuđeni na višegodišnje zatvorske kazne. Osnovnu školu polazio je u više škola na području Imotske krajine, a srednju školu završio je 1983. godine u Imotskome. Vojni rok u JNA-u odslužio je 1983. i 1984. godine u Somboru i Beloj Crkvi. Studirao je od listopada 1984. do lipnja 1988. godine na Pravnome fakultetu u Zagrebu kada je diplomirao, a doktorirao je modernu povijest na Hrvatskim studijima u Zagrebu u lipnju 2015. godine tezom Ivo Pilar kao politički ideolog, pod mentorstvom Stjepana Matkovića. Kao studentu mu je 1985. godine odbijeno produženje putovnice zbog „razloga sigurnosti i obrane zemlje”.

### Pravnička karijera
Od ljeta 1988. do 1991. godine bio je odvjetnički vježbenik u Imotskome. Od kraja 1989. godine je sudski tumač za njemački jezik, 1990. godine polaže pravosudni ispit, a u Imenik odvjetnika upisan je u jesen 1991. godine. Po izbijanju srpske pobune 1990. godine priključio se kriznomu stožeru Općine Imotski te sudjelovao u ustroju Imotske bojne Četvrte gardijske brigade Hrvatske vojske. Od proljeća do studenoga 1992. godine bio je pomoćnik za pravne poslove zapovjednika 115. brigade HV-a. Pri obnovi Ogranka Matice hrvatske u Imotskom 1991./92. izabran je za glavnoga tajnika. Od kraja 1992. do kraja 1995. godine ugovorni je diplomat u veleposlanstvu Republike Hrvatske u Bernu, a potom nepune dvije godine savjetnik za međunarodne odnose u Uredu za međunarodne odnose Ministarstva unutarnjih poslova (1995. – 1997.). Kao glavni branitelj sudjelovao u dvama postupcima pred Međunarodnim kaznenim sudom za bivšu Jugoslaviju (skr. MKSJ, eng. ICTY) u Den Haagu, Paška Ljubičića za slučaj Lašvanske doline (2001. – 2006.) i Valentina Ćorića za slučaj tzv. »Hercegovačke šestorice« (2004. – 2006.) te pred Državnim sudom Bosne i Hercegovine u Sarajevu (slučaj Paška Ljubičića, 2007. i 2008.). Pred hrvatskim sudovima branio je više hrvatskih branitelja.

### Publicistika
Objavljuje od 1990. godine. Objavio je jedanaest knjiga, od kojih su četiri znanstvene monografije, te uredio petnaestak knjiga drugih autora. U raznim časopisima i zbornicima objavio više od pedeset znanstvenih i stručnih članaka s područja hrvatske povijesti 19. i 20. stoljeća, prava, književnosti i sociologije, te više desetaka znanstveno-popularnih tekstova. Osim bibliografije navedene na CROSBI-ju (Hrvatska znanstvena bibliografija), objavio je i više od dvije tisuće publicističkih i novinskih tekstova u raznim publikacijama. Član uredništva više političkih i stručnih časopisa, a od siječnja 1997. do 2020. godine, s kraćim prekidom, uređivao je Politički zatvorenik, časopis Hrvatskog društva političkih zatvorenika. Redoviti je član Matice hrvatske.

## Politička djelatnost
Početkom travnja 1990. godine pristupio je obnovljenoj Hrvatskoj stranci prava.
Od 2017. godine i osnutka do srpnja 2019. godine bio je članom stranke Neovisni za Hrvatsku, te članom Predsjedništva iste, čija je predsjednica bila Bruna Esih, a politički tajnik Zlatko Hasanbegović. Na lokalnim izborima 2017. izabran je za zastupnika u Gradskoj skupštini Grada Zagreba na listi Brune Esih. Za mandata je u Skupštini sudjelovao u radu pet odbora.
Nakon razlaza s predsjednicom stranke Brunom Esih Zlatko Hasanbegović je u srpnju 2019. godine s većinom članova predsjedništva napustio tu stranku i osnovao stranku Blok za Hrvatsku u čije je predsjedništvo ušao i Jonjić, koji je bio i predsjednik stranačkoga kluba u zagrebačkoj Gradskoj skupštini. Prije lokalnih izbora 2021. godine napustio je Blok za Hrvatsku, „zbog različitih pogleda na nacionalno-politička pitanja, elementarnu etiku i zakonitost”.
U veljači 2024. godine pristupio je HSP-u, a 23. svibnja iste godine objavio je kandidaturu za predsjednika Republike Hrvatske na naslovnici Hrvatskoga tjednika. Podršku njegovoj kandidaturi izrazilo je više od 400 javnih podupiratelja. Dana 10. prosinca 2024. godine predao je 50 000 potpisa za kandidaturu Državnomu izbornom povjerenstvu na Zagrebačkom velesajmu. Na izborima održanim 29. prosinca 2024. godine dobio je 82 787 glasova (5,09 %). U veljači 2025. na grobu Ante Starčevića osnovao je novu stranku pod imenom »Nezavisna lista Tomislava Jonjića – Jedino Hrvatska«. Dana 3. ožujka 2025. godine objavio je kandidaturu za gradonačelnika grada Zagreba.

## Djela
- Hrvatska vanjska politika: 1939. – 1942., Libar, Zagreb, 2000.
- Hrvatska povijest, Naklada Bošković, Split, 2002. (2. izd. 2002.) (suautori: Antun Dabinović, Rudolf Horvat, Lovre Katić, Ivan Mužić, Slavko Pavičić i Franjo Perše)
- Hrvatski nacionalizam i europske integracije, Naklada Trpimir, Zagreb, 2008.
- Nekoji nazori i zapovijedi sv. otaca papa glede nepravednog proganjanja Izraelićana, Naklada Trpimir, Zagreb, 2010. (pisac predgovora i urednik)
- Iz korespondencije dr. Mile Budaka (1907. – 1944.), Hrvatski državni arhiv, Zagreb, 2012. (suautor Stjepan Matković).[18]
- Antun Gustav Matoš: pod Starčevićevim barjakom, AGM, Zagreb, 2019.
- Ivo Pilar: pisac, političar, ideolog (1898. – 1918.), AGM, Zagreb, 2020.
- Hrvatska kronika. Minijature o hrvatskoj politici 1996.-2020., Naklada Trpimir, Zagreb, 2020.
- Sto knjiga i jedan film, Naklada Trpimir, Zagreb, 2020.
- Trgovci hrvatskim kožama. Polemike o nacionalnoj povijesti XX. stoljeća, Naklada Trpimir, Zagreb, 2021.
- Sateliti, lakaji & janjičari, Naklada Trpimir, Zagreb, 2021.
- Dnevnik čitanja. Ulomci za povijest plemenite vještine proizvodnje neprijatelja, Naklada Trpimir, Zagreb, 2021.[19]

## Nagrade
- 2020.: Nagrada Ljubica Štefan.[20]

## Osobni život
Još kao student u rujnu 1987. godine vjenčao se s Marianom Ujević s kojom ima trojicu sinova: Trpimira (r. 1988.), Zvonimira (1993.) i Mislava (2001.)

## Vanjske poveznice
- Osobne stranice
- Društvene mreže: X, Tik Tok, YouTube